# 舊聖路易 (印地安納州)
奧舊聖路易（英語：Old Saint Louis）是位於美國印地安納州巴塞洛繆縣的一個非建制地區。

## 地理
奧舊聖路易的座標為39°19′14″N 85°47′08″W / 39.32056°N 85.78556°W，而該地的平均海拔高度為221米（即725英尺）。